# Armand Kayser
Armand Kayser (* 15. April 1902 in Echternach; † 1968) war ein luxemburgischer Verwaltungsjurist.

## Leben und Wirken
Armand Kayser schloss seine Studien der Rechtswissenschaft mit der Promotion zum Doktor der Rechte ab. Nach Ende des Zweiten Weltkriegs leitete er den Wiederaufbau der sozialen Arbeiterversicherung in Luxemburg und war lange Jahre Vorsitzender der Alters- und Invalidenversicherung. Er veröffentlichte zahlreiche Fachbeiträge zum Thema Arbeitsrecht auf europäischer Ebene; seine Werke erschienen auf Französisch, Deutsch, Englisch und Spanisch.
In den 1950er Jahren unternahm er Reisen in die Vereinigten Staaten, nach Mexiko und nach Kanada.
Er war mit Marie Thomé (1901–1987) verheiratet, die ihn manchmal auf seinen Reisen begleitete. Im Jahr 1960 lebte das Ehepaar an der Adresse 56 Avenue Guillaume in Luxemburg-Stadt.
Ihm wurde im Jahr 1959 das Große Bundesverdienstkreuz mit Stern verliehen.
1967 ging Kayser in den Ruhestand und starb ein Jahr später im Alter von 66 Jahren.

## Schriften (Auswahl)
- Armand Kayser: Das Arbeitsrecht im Großherzogtum Luxemburg: Gesetze, Beschlüsse u. Rechtsprechung. Hrsg.: Großherzogl. Regierung, Abt. f. Arbeit u. soziale Fürsorge. Luxemburg 1929.
- Armand Kayser: Streik und Aussperrung nach luxemburgischem Recht. In: Boldt et al. (Hrsg.): Streik. S. 313.
- Armand Kayser: Die soziale Sicherung der Wanderarbeitnehmer in der Europäischen Wirtschaftsunion. In: Festschrift für Kurt Jantz. Stuttgart, Berlin, Köln, Mainz 1968, S. 17 ff.
- Werke von Armand Kayser in der Datenbank Worldcat